# Maclyn McCarty

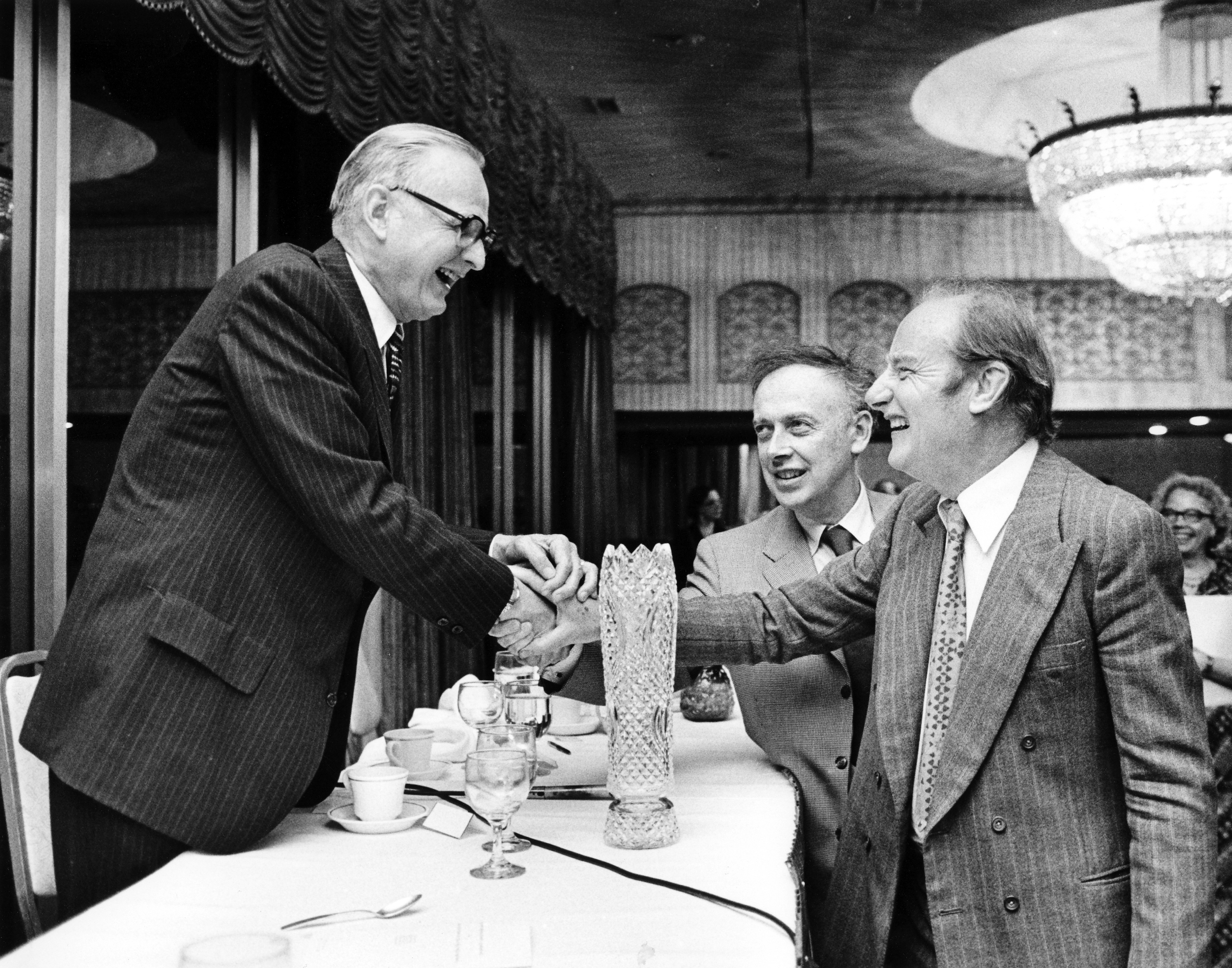
Maclyn McCarty mit Francis Crick und James Watson

Maclyn McCarty (* 9. Juni 1911 in South Bend, Indiana; † 2. Januar 2005 in New York City) war ein US-amerikanischer Biologe.
Er studierte Biochemie an der Stanford University (Abschluss 1933) und Medizin an der Johns Hopkins University, wo er 1937 seinen M.D. Abschluss machte und danach noch eine dreijährige Facharztausbildung in Pädiatrie absolvierte. 1941 ging er zu Oswald Avery an die Rockefeller University (damals Rockefeller Institute und Hospital) in New York State, wo er fast 60 Jahre blieb.
Mit Oswald Avery und Colin MacLeod zeigte er 1944, dass die genetische Transformation bei Pneumokokken durch DNA und nicht durch Proteine bewirkt wird. Das war ein wichtiger Schritt hin zu der Erkenntnis, dass die DNA und nicht, wie man bis dahin annahm, Proteine die Träger der genetischen Information sind. Diese Erkenntnis setzte sich nicht sofort durch und wurde erst mit dem Durchbruch von James Watson und Francis Crick 1953 allgemein akzeptiert, wobei sie von der Arbeit von Avery, McLeod und McCarty beeinflusst waren. Sie zitierten sie aber nicht explizit, worüber McCarty nicht sehr erfreut war und dies auch in einem Nature-Artikel zum 50-jährigen Jubiläum der Arbeit von Watson und Crick äußerte. Avery, McLeod und McCarty waren mehrfach für den Nobelpreis vorgeschlagen worden, keiner von ihnen gewann diesen aber.
Anlass für diese Untersuchungen waren Forschungen zu Pneumokokken (das Gen, das für Bestandteile der Bakterienwand codierte und den Übergang von der nicht virulenten R-Form zur virulenten S-Form mit glatter Bakterienwand bewerkstelligte), und Infektionskrankheiten waren sein Hauptarbeitsgebiet. Ab 1946 leitete er das Labor für Bakteriologie und Immunologie von Homer Swift, der an der Rockefeller University in den Ruhestand ging, über Streptokokken und ihre Verursachung von rheumatischem Fieber, die McCarty in den folgenden Jahrzehnten intensiv erforschte. Dort fand auch Rebecca Lancefield ihre Lancefield-Einteilung der Streptokokken. McCarty untersuchte mit Mitarbeitern den genauen Aufbau der Bakterienwand und entdeckte, dass das Bakterium Enzyme erzeugte, die die DNA zerlegten (Desoxyribonukleasen).
McCarty war später Vizepräsident der Rockefeller University und leitender Arzt des Rockefeller University Hospital (Physician in Chief). Er war auch Vorstand des Public Health Research Institute der Stadt New York City.
1963 wurde McCarty in die National Academy of Sciences, 1966 in die American Academy of Arts and Sciences und 1981 in die American Philosophical Society gewählt. 1977 erhielt er die Ehrendoktorwürde der University of Florida, 1981 die Robert-Koch-Medaille, 1988 die Jessie Stevenson Kovalenko Medal, 1989 die George M. Kober Medal und 1994 wurde er mit dem Lasker-Koshland Special Achievement Award in Medical Science ausgezeichnet.
Er war über vierzig Jahre lang Herausgeber des Journal of Experimental Medicine.
Er war zweimal verheiratet und hatte zwei Söhne und eine Tochter.